# 镇坪路站
镇坪路站位于中华人民共和国上海市普陀区凯旋北路与镇坪路交叉口，是上海地铁3号线、4号线和7号线的地铁换乘站。

## 車站構造
其中3号线、4号线共用位于凯旋路的高架側式车站，而7号线则使用位于镇坪路的地下島式月台。3、4号线站台与7号线站台通过付费区通道进行换乘。

### 车站楼层
| 地上二层 | 侧式站台，右侧开门   | 侧式站台，右侧开门                            | 侧式站台，右侧开门 | 侧式站台，右侧开门 |
|          |                      | █ 3号线 往上海南站、 █ 4号线 往外环（曹杨路） |                    |                    |
|          |                      | █ 3号线 往江杨北路、 █ 4号线 往内环（中潭路） |                    |                    |
|          | 侧式站台，右侧开门   |                                               |                    |                    |
| 地面层   | 3、4号线站厅及出入口 | 2-7出入口、票务服务、自动售票机、人工服务台   |                    |                    |
| 地下一层 | 7号线站厅            | 票务服务、自动售票机、人工服务台              |                    |                    |
| 地下二层 | ①站台                | █ 7号线 往美兰湖（岚皋路）                    |                    |                    |
|          | 岛式站台，左侧开门   |                                               |                    |                    |
|          | ②站台                | █ 7号线 往花木路（长寿路）                    |                    |                    |

- 安裝半高屏蔽門前的镇坪路站3、4号线共线
- 镇坪路站7号线

## 车站出口
镇坪路站共有6個出口，其中2、3号口连通3、4号线站厅，4-7号口连通7号线站厅。3、4号线车站原1号口在7号线通车后因改作为换乘通道而封闭，车站南北两侧均设置无障碍电梯可直接到达3、4号线站台。各出入口如下所示：
| 出口编号                       | 出口指示             | 照片                 |
| 连通 3号线 4号线站厅           | 连通 3号线 4号线站厅 | 连通 3号线 4号线站厅 |
| ------------------------------ | -------------------- | -------------------- |
| 2 · 出口 · （设有） · （设有） | 凯旋北路             |                      |
| 3 · 出口 · （设有） · （设有） | 凯旋北路，中山北路   |                      |
| 连通 7号线站厅                 |                      |                      |
| 4 · 出口                       | 镇坪路，凯旋北路     |                      |
| 5 · 出口                       | 镇坪路，光复西路     |                      |
| 6 · 出口                       | 镇坪路，光复西路     |                      |
| 7 · 出口 · （设有）            | 镇坪路               |                      |
| 图例： 设有 \| 设有            |                      |                      |

## 公交换乘
19、24、36、40、68、69、112、112（区间）、129、138、165、206、216、304、309、321、561、706、737、738、743、829、830、846、858、876、909、923、北安线（已停运）、北安跨线、陆安线（高速）、陆安线（高速）B

## 周边设施
- 普陀公园